# Mkhiweni
Mkhiweni ist ein Inkhundla (Verwaltungseinheit) in der Region Manzini in Eswatini. Es ist 500 km² groß und hatte 2007 gemäß Volkszählung 23.929 Einwohner.

## Geographie
Das Inkhundla liegt in der Nordost-Ecke der Region Manzini an den Grenzen zu Hhohho im Norden und Lubombo im Osten. Im Norden an der Grenze liegt auch der Stausee des Mnjoli Dam (297 m ⊙). Hauptverkehrsader ist die MR 5, die bei Dvokowako in die Region Hhohho hinüberführt. Der Berg Mliba Kop (449 m ⊙) ist ein landschaftsprägendes Element im Zentrum des Bezirks.

## Gliederung
Das Inkhundla gliedert sich in die Imiphakatsi (Häuptlingsbezirke) Dvokolwako, Khuphuka/Ngomane, Kustimleni, Mbelebeleni und Mnjoli/Likima.